# Ленху
Ленху (кит. 冷湖镇, пін. Lĕnghú Zhèn) — містечко у КНР, складова міста Маннай у Хайсі-Монголо-Тибетській автономній префектурі провінції Цінхай.

## Географія
Ленху розташовується на півночі префектури у горах Алтинтаг на висоті близько 2400 метрів над рівнем моря.

### Клімат
Містечко знаходиться у зоні, котра характеризується кліматом тропічних пустель. Найтепліший місяць — липень із середньою температурою 17.2 °C (63 °F). Найхолодніший місяць — січень, із середньою температурою -12.8 °С (9 °F).
| Клімат Ленху            | Клімат Ленху | Клімат Ленху | Клімат Ленху | Клімат Ленху | Клімат Ленху | Клімат Ленху | Клімат Ленху | Клімат Ленху | Клімат Ленху | Клімат Ленху | Клімат Ленху | Клімат Ленху | Клімат Ленху |
| Показник                | Січ.         | Лют.         | Бер.         | Квіт.        | Трав.        | Черв.        | Лип.         | Серп.        | Вер.         | Жовт.        | Лист.        | Груд.        | Рік          |
| Абсолютний максимум, °C | 1            | 3            | 17           | 22           | 21           | 28           | 31           | 30           | 23           | 17           | 10           | 3            | 31           |
| Середній максимум, °C   | −3           | 0            | 6            | 13           | 17           | 23           | 24           | 23           | 18           | 11           | 2            | −1           | 11           |
| Середня температура, °C | −12          | −10          | −2           | 4            | 9            | 15           | 17           | 16           | 10           | 2            | −5           | −10          | 5            |
| Середній мінімум, °C    | −21          | −21          | −11          | −4           | 1            | 7            | 10           | 10           | 3            | −7           | −13          | −20          | −5           |
| Абсолютний мінімум, °C  | −31          | −26          | −22          | −20          | −6           | 1            | 2            | −3           | −7           | −21          | −22          | −28          | −31          |
| Вологість повітря, %    | 38           | 29           | 27           | 27           | 23           | 27           | 31           | 33           | 26           | 27           | 37           | 42           | 31           |
| ----------------------- | ------------ | ------------ | ------------ | ------------ | ------------ | ------------ | ------------ | ------------ | ------------ | ------------ | ------------ | ------------ | ------------ |
| Джерело: Weatherbase    |              |              |              |              |              |              |              |              |              |              |              |              |              |